# Toddy Pond
Der Toddy Pond (englisch für Palmweintümpel) ist ein Süßwassertümpel im ostantarktischen Viktorialand. In der Convoy Range liegt er in einer Senke 3 km nordwestlich des Flagship Mountain.
Der Tümpel gehört zu einer Reihe von geographischen Objekten in der Convoy Range, deren Namen in Verbindung zur Seefahrt stehen. Die Benennung, die Wissenschaftler des New Zealand Antarctic Research Program bei Erkundungen dieses Gebiets zwischen 1989 und 1990 vornahmen, erfolgte in Anlehnung an die Benennung des Rum Pond und des Tot Pond.